# Lawrence Eagleburger
Lawrence Sidney Eagleburger (ur. 1 sierpnia 1930 w Milwaukee, zm. 4 czerwca 2011 w Charlottesville) – amerykański dyplomata i polityk, który sprawował różne funkcje podczas kadencji prezydentów Nixona, Cartera, Reagana oraz Busha.

## Życiorys
Eagleburger zdobył tytuł bakałarza i magistra na University of Wisconsin-Madison. W 1957 wstąpił do Amerykańskiej Służby Zagranicznej i pracował w kilku ambasadach, konsulatach oraz w Departamencie Stanu. Pracował m.in. w dziale ekonomicznym w amerykańskiej ambasadzie w Hondurasie, jako analityk polityczny ds. Kuby w Biurze Wywiadu i Analiz oraz w dziale ekonomicznym w amerykańskiej ambasadzie w Jugosławii.
Po powrocie do Stanów Zjednoczonych w 1969 rozpoczął pracę w administracji Nixona jako asystent ówczesnego doradcy prezydenta USA ds. bezpieczeństwa narodowego Henry’ego Kissingera. Stanowisko to piastował do 1970. Od tego czasu zajmował różne stanowiska w Departamencie Stanu.
Po ustąpieniu z urzędu Richarda Nixona Eagleburger zamierzał wycofać się z życia politycznego, jednak już wkrótce został powołany na stanowisko ambasadora USA w Jugosławii, gdzie przebywał w latach 1977–1980. Dwa lata później mianowany został podsekretarzem stanu ds. kwestii politycznych. W 1989 prezydent Bush mianował Eagleburgera zastępcą sekretarza stanu. W tym czasie był on także pierwszym doradcą ds. związanych z Jugosławią. Ostatecznie w 1992 mianowany został 62. sekretarzem stanu. Było to formalnym potwierdzeniem jego faktycznej pozycji kierownika resortu od kilku miesięcy.
Jako pracownik Departamentu Stanu Eagleburger pomagał poprowadzić amerykańską politykę zagraniczną poprzez czas zimnej wojny, konflikt na Bałkanach, wojnę w Zatoce Perskiej oraz poprzez ogromne zmiany, jakie przyniósł upadek Związku Radzieckiego.
Po odejściu ze stanowiska sekretarza stanu w 1993 Eagleburger dołączył do firmy lobbystycznej i prawniczej Baker Donelson, gdzie objął stanowisko starszego doradcy ds. polityki zagranicznej.
Był członkiem tzw. grupy studyjnej Bakera-Hamiltona (wraz ze swoim poprzednikiem Jamesem Bakerem), która ma doradzać prezydentowi Bushowi w rozwiązaniu impasu irackiego. Eagleburger był od początku przeciwnikiem interwencji i agresywnej polityki zagranicznej Busha juniora i nalegał na znalezienie drogi do najszybszego wycofania sił.

## Odznaczenia
- Medal Departamentu Obrony za Wybitną Służbę Publiczną (1978)[1]
- Distinguished Honor Award Departamentu Stanu (1984)[1]
- Prezydencki Medal Obywatelski (1991)[1]
- Nagroda Sekretarza Stanu za Wybitną Służbę (1992)[1]